# Bajdyty
Bajdyty (niem. Beyditten) – osada w Polsce położona w województwie warmińsko-mazurskim, w powiecie bartoszyckim, w gminie Bartoszyce. W latach 1975–1998 miejscowość administracyjnie należała do województwa olsztyńskiego.

## Historia
Bajdyty to dawny majątek szlachecki, który w roku 1889 zajmował obszar 815 ha (razem z przynależnymi folwarkami: Bieliny i Gajnica) i należał do rodziny von Sydow.
W 1939 r. urzędową nazwę wsi zmieniono z Bayditten na Beyditten. W tym roku w Bajdytach było 384 mieszkańców.
Bajdyty leżące w granicach III Rzeszy 30 stycznia 1945 roku zdobyły wojska 31 Armii 3 Frontu Białoruskiego Armii Czerwonej.
Po 1945 r. we wsi utworzono PGR. W 1983 r. wieś składała się z 13 domów, skupionych w zwartej zabudowie i zamieszkanych przez 89 osób (ujęte razem z osadą Frączki). Ulice miały oświetlenie elektryczne i funkcjonował sklep wielobranżowy.

## Zabytki
Do wojewódzkiego rejestru zabytków wpisane są obiekty:
- zespół parku pałacowego i folwarku:
  - park[9]
  - cielętnik
  - obora
  - stajnie, obecnie obora i chlewnia.